# Stridsvagn m/31
El Stridsvagn m/31 (Landsverk L-10) fue un tanque ligero sueco construido por AB Landsverk. Estaba armado con un cañón Bofors de 37 mm y dos ametralladoras Ksp m/14-29, y estaba equipado con un blindaje de 8-24 mm hecho de placas soldadas.  Sólo se construyeron tres ejemplares y a pesar de estar muy avanzado, pudiendo combatir contra tanques medios de su era, sufría de tener poca fiabilidad. Se utilizó como vehículo de pruebas entre 1935-1940 y para la época en que estalló la Segunda Guerra Mundial, fueron enterrados y empleados como casamatas.

## Variantes
- Stridsvagn fm-31 - Versión convertible a ruedas.[4]